# 聖エウスタキウスの幻視 (カラッチ)
『聖エウスタキウスの幻視』（せいエウスタキウスのげんし、伊: Visione di sant'Eustachio、英: The Vision of Saint Eustace）は、イタリアのバロック絵画の巨匠アンニーバレ・カラッチがキャンバス上に油彩で制作した絵画である。彼の兄であるアゴスティーノ・カラッチなど他の画家に帰属されたこともあるが、他のアンニーバレの作品と強い共通性を示していることから、通常はアンニーバレの作品とされる。表されているのは、聖エウスタキウスと彼が狩猟のため野外にいた時に牡鹿の角の間に見た十字架の幻視である。本作はファルネーゼ家のコレクションにあったが、最初パルマ、次いでナポリに移され、現在はナポリのカポディモンテ美術館に所蔵されている。

## 作品
この絵画は、アンニーバレによる他の制作年がよりはっきりしている作品との様式的類似性のために、一般に1585-1586年の制作とされる。作品は、画家によりオドアルド・ファルネーゼに贈るためにローマに携行されたと考えられる。オドアルドは、1595年にサンテ・ウスタキオ聖堂 (イタリア語で「聖エウスタキウス」を意味する) の名誉枢機卿になったが、この年にアンニーバレはオドアルドのために仕事をする目的でローマに定住すべく移っており、本作はその祝いの品であったと推測されている。
聖人は、アンニーバレの手になる初期の風景画の中に配置されている。アンニーバレは1587年と1588年にヴェネツィアに滞在したが、その滞在以前と考えられる本作を含め画家の風景画は1598年ごろまでヴェネツィア派の風景に影響されたことを示している。具体的な影響の例としてティツィアーノの『悔悛する聖ヒエロニムス』 (ルーヴル美術館) とヤコポ・バッサーノの自然主義が挙げられる。批評家たちは、本作の構図がフランドルの画家コルネリス・コルトの2枚の版画『悔悛する聖ヒエロニムス』と『聖エウスタキウスの幻視』にもとづいていると主張する。これらの版画は、やはりヴェネツィア派絵画の影響を受けたロンバルディアの画家ジロラモ・ムツィアーノの着想にもとづく。本作の犬と他の何匹かの動物たちは、アルブレヒト・デューラーの同主題の版画『聖エウスタキウス』から採られている。
この絵画に描かれている風景の構図は入念に計算されている。ごつごつとした渓谷は対角線に沿って傾斜し、中央の白馬のところで交差する。馬をはじめ画面の各所に配置された主要なモティーフ (犬、聖エウスタキウス、シカ) は鑑賞者の視線を導く役割を果たしており、視線は画面をジグザグに横断しつつ徐々に奥へと導かれることとなる。中央にある2本の木は、空を背景にすることで強い対照を生み出すとともに、画面にさらなる奥行きを与えている。

## 関連作品

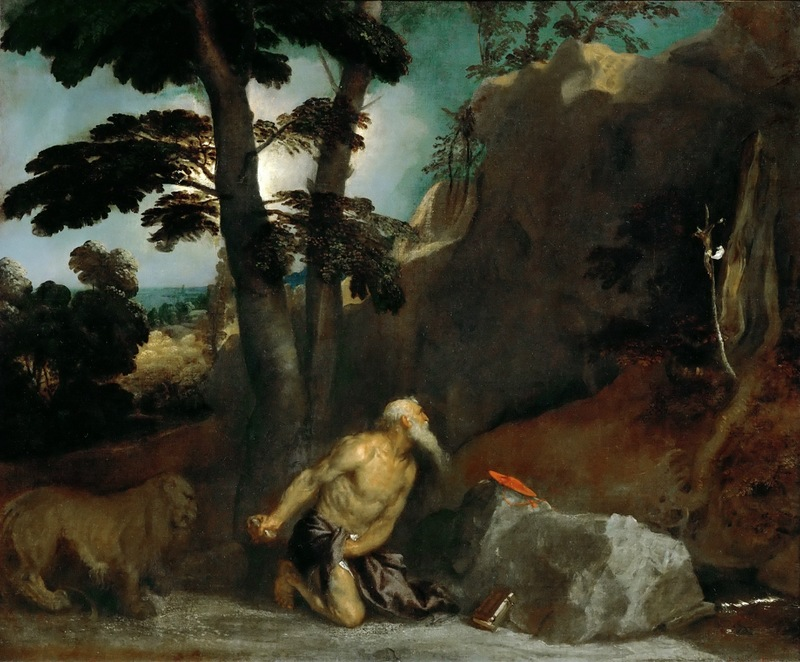
ティツィアーノ『悔悛する聖ヒエロニムス（英語版）』、 1531年ごろ、ルーヴル美術館、パリ
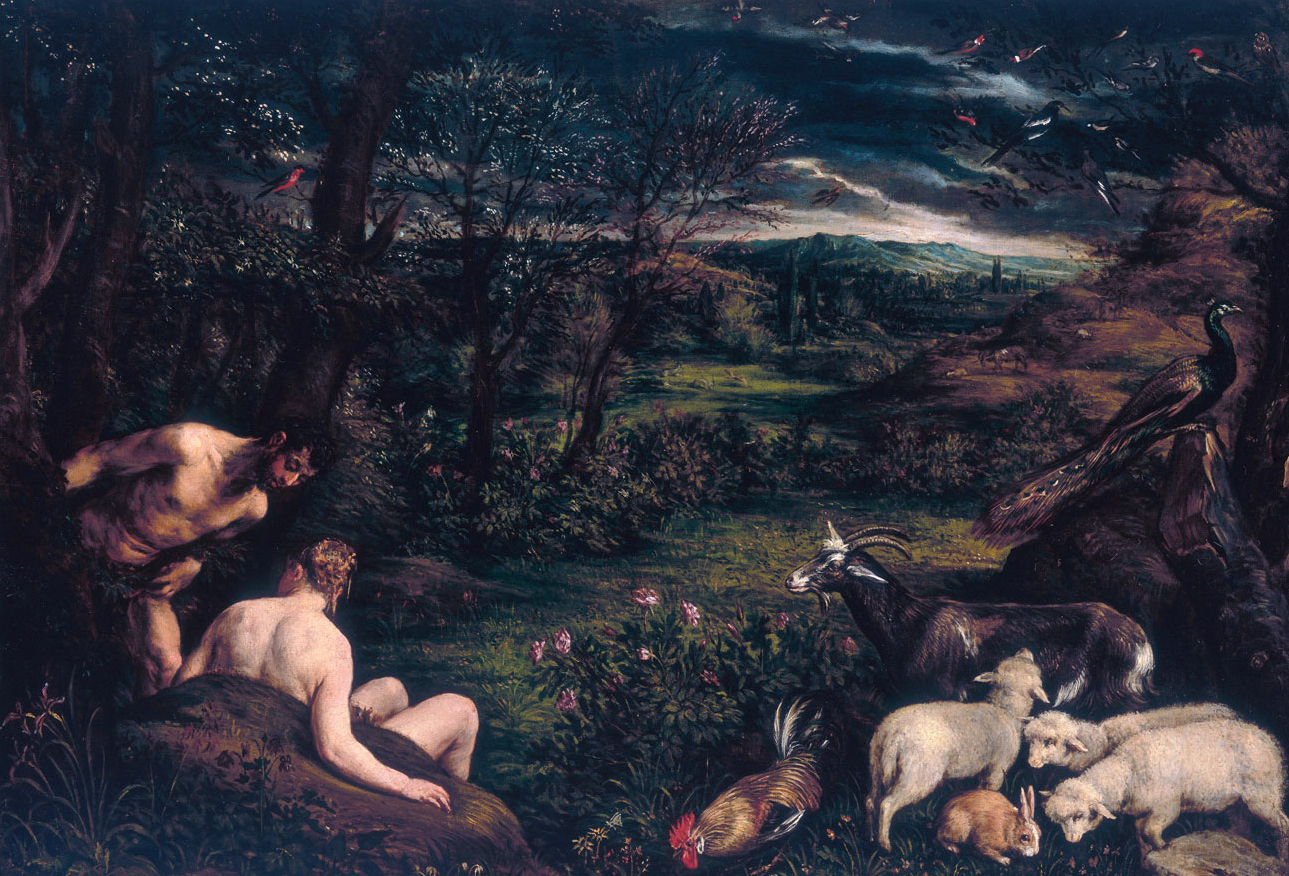
ヤコポ・バッサーノ『地上の楽園 (Earthly Paradise)』、1573年ごろ、ドーリア・パンフィーリ美術館、ローマ
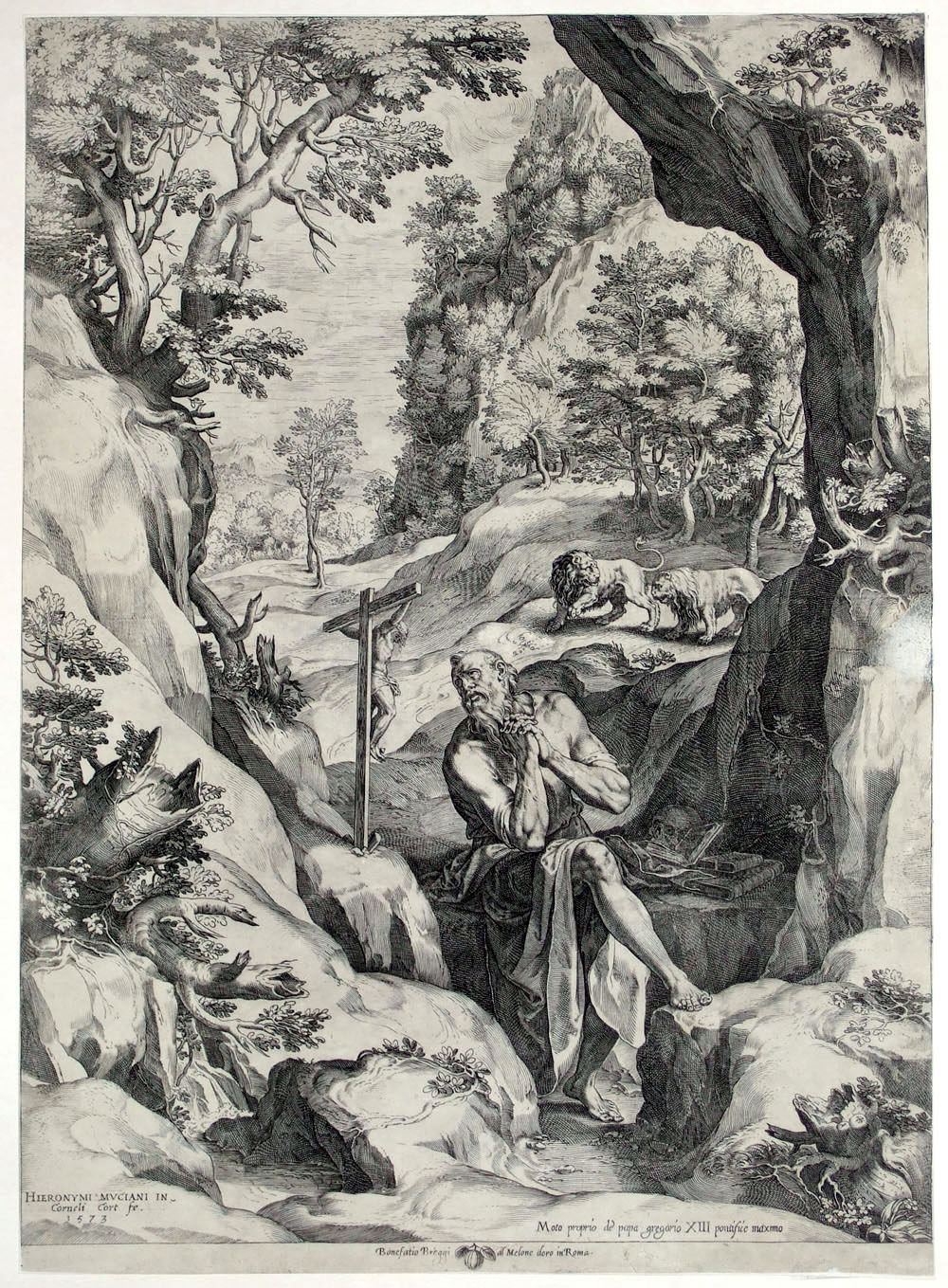
ジロラモ・ムツィアーノ（英語版）にもとづくコルネリス・コルトの版画『悔悛する聖ヒエロニムス』、1573年、大学図書館、タルトゥ (Tartu)、エストニア
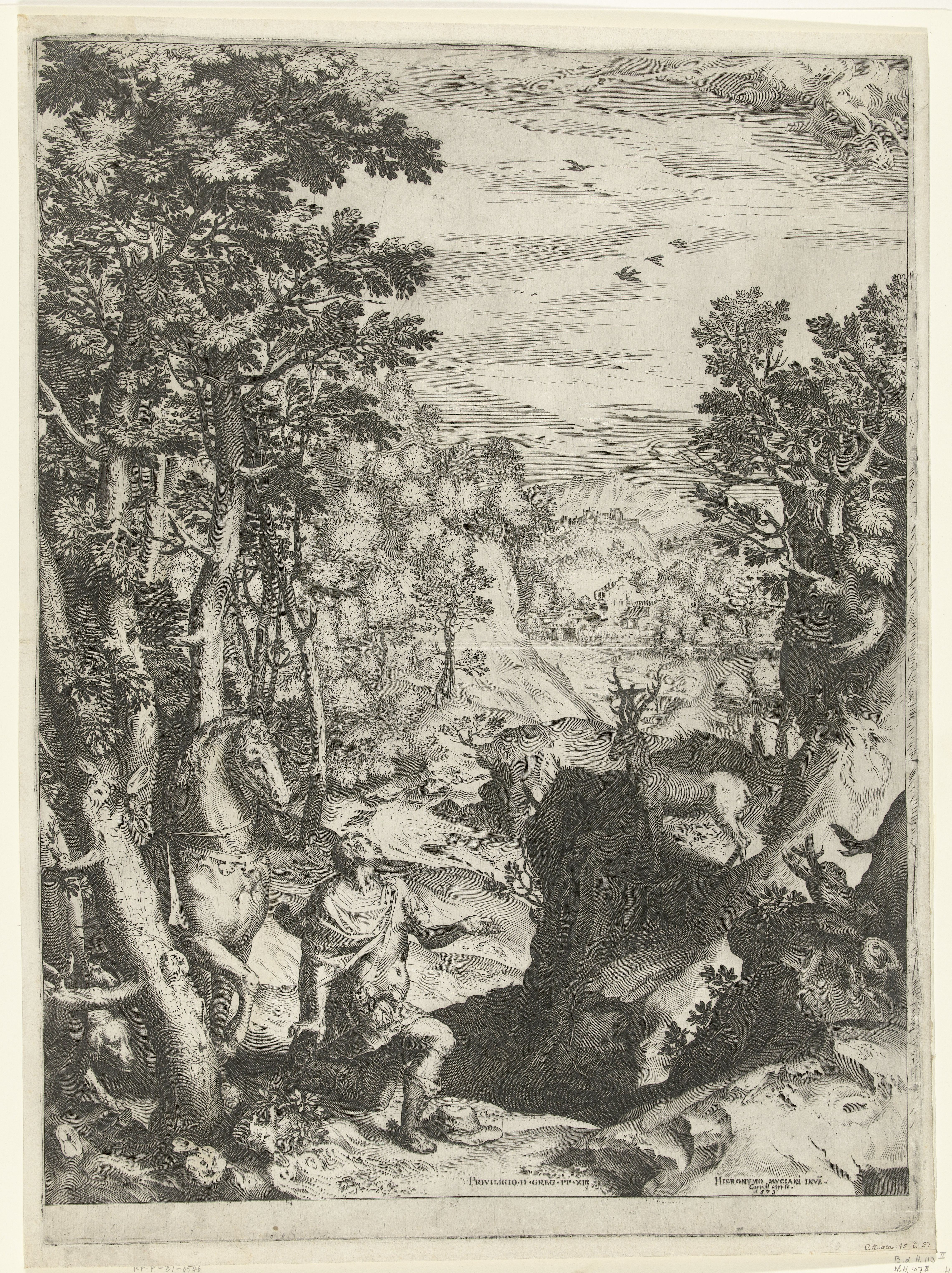
ジロラモ・ムツィアーノにもとづくコルネリス・コルトの版画『聖エウスタキウスの幻視』、1573年、アムステルダム国立美術館
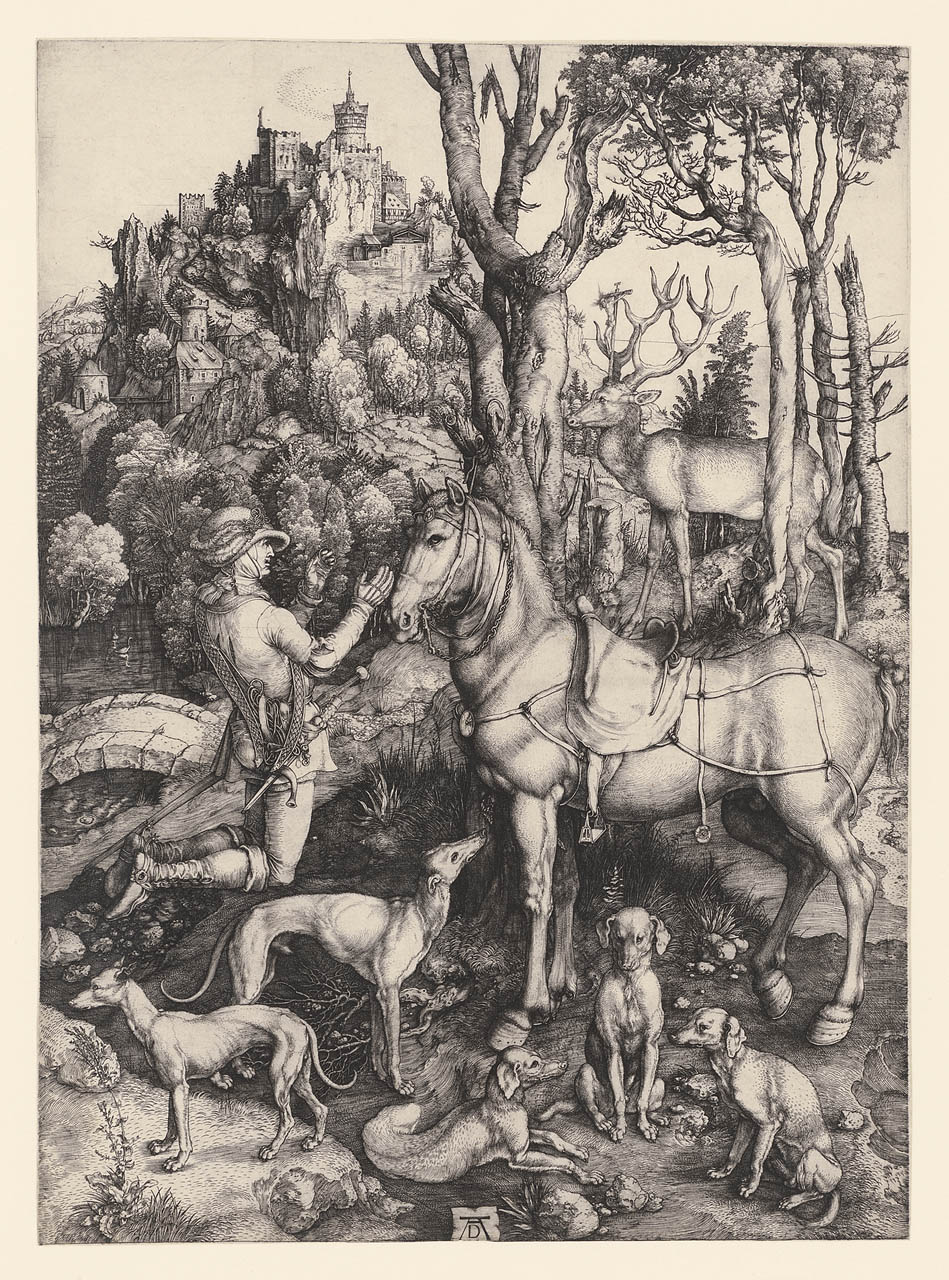
アルブレヒト・デューラーの版画『聖エウスタキウス』、1501年ごろ、アムステルダム国立美術館